# Raymond Arveiller
Raymond Arveiller (* 26. Oktober 1914 in Paris; † 12. Januar 1997) war ein französischer Romanist und Lexikologe.

## Leben
Arveiller wuchs in Paris auf, studierte an der Sorbonne und war von 1940 bis 1946 Gymnasiallehrer in Monaco. Er habilitierte sich 1964 mit den beiden Thèses Contribution à l'étude des termes de voyage en français, 1505-1722 (Paris 1963) und Etude sur le parler de Monaco (Monaco 1967) und lehrte von 1968 bis 1984 als Ordinarius an der Sorbonne. Zu seinen Schülern zählen Robert Chaudenson, Jean-Claude Bouvier, Jean Lanher und Gérard Gouiran.

## Werke
- (Hrsg. mit Gérard Gouiran) L'oeuvre poétique de Falquet de Romans (troubadour), Aix-en-Provence 1987
- Addenda au FEW XIX (Orientalia), hrsg. von Max Pfister, Tübingen 1999 (Beihefte zur Zeitschrift für romanische Philologie 298)